# Карафа, Винченцо
Винченцо (Винченцио) Карафа (итал. Vincenzo Carafa, 5 мая  1585, Андрия —  6 июня 1649, Рим) — итальянский иезуит, генерал Общества Иисуса (иезуитов) в 1645—1649 годах. Духовный писатель.

## Биография
Родился в знатной неаполитанской семье Карафа. Представитель графского рода Монторио, был родственником папы Павла IV в миру Джанпьетро Карафа.
4 октября 1604 года вступил в Общество Иисуса.
Преподавал философию. Руководил католической провинцией Неаполя.
Автор нескольких аскетических работ, изданных под именем Луиджи Сидерио. В 1635 году опубликовал свой труд «Fascetto di Mirra» («Мирра»), который был переведен на несколько языков. Кроме того, издал «Cammino del Cielo», «Cittadino del Cielo», «Il Peregrino della terra», «Idea Christiani hominis» и «Il Serafino», все до его избрания Генералом Общества. Известно его письмо, адресованное всем иезуитам: De mediis conservandi primævum spiritum Societatis (Средства сохранения первобытного духа Общества).
7 января 1646 года стал Генералом Общества Христа. При его правлении началась борьба с янсенизмом.
Умер В. Карафа 6 июня 1649 года.
Ныне продолжается процесс его беатификации.